# ざおう (巡視船)
「ざおう」（Zaō）は、海上保安庁のヘリコプター1機搭載型巡視船。つがる型巡視船の4番船にあたる。船種記号は、当初は他の大型巡視船と同じPL（Patrol vessel Large）とされていたが、後にPLH（Patrol vessel Large with Helicopter）に変更された。また公称船型も、当初は単に「ヘリコプター搭載型」と称されていたが、2機搭載のみずほ型の出現によって「ヘリコプター1機搭載型」となった。

## 船歴
1982年3月19日に竣工し、塩釜海上保安部（現在の宮城海上保安部; 第二管区）に配属された。大型巡視船の船名は、本来なら海峡・島嶼に由来することになっているが、塩釜海上保安部付近には金華山海峡以外に海峡・島嶼が無く、仮に「きんかさん」または「きんか」と命名しても「金隠し」などと揶揄される可能性があった。このため、巡視船の命名基準としては本来なら小型巡視船に用いられる山の名前ではあるが、蔵王連峰に因んで「ざおう」と名づけられた。
2011年の東日本大震災の際には、地震発生から津波到達まで猶予がなかったことから出港できず、停泊状態で津波を受けたために係留索が切断し、漂流状態となったが、船内にいた一部の乗組員によって錨を投入し、座礁を免れた。
平成30年度予算で延命・機能向上工事費が認められ、2019年8月にかけて工事を受けた。改修費は約32億円であった。

## 搭載機の変遷
| 機種               | 機番  | 愛称     | 配属期間                      |
| ------------------ | ----- | -------- | ----------------------------- |
| ベル 212           | MH574 | しおかぜ | 1982年9月21日－2011年3月11日  |
| ベル 212           | MH566 | しおかぜ | 2012年3月14日－2015年11月19日 |
| ベル 212           | MH930 | しおかぜ | 2015年7月7日－2016年1月13日   |
| シコルスキー S-76D | MH920 | うみねこ | 2015年12月22日－              |